# Danmarks Eksportråd
Eksportrådet (tidl. Danmarks Eksportråd) er en del af det danske udenrigsministerium.
Eksportrådet blev oprettet som Danmarks Eksportråd i 2000 ved en samling af det statslige eksportfremmearbejde i en enstrenget organisation, hvor de danske repræsentationer (ambassader, generalkonsulater og handelskontorer) over hele verden indgår som en del af Danmarks officielle eksportfremmeindsats.
Med en ny strategi i 2010 ændrede Danmarks Eksportråd navn til: Udenrigsministeriet/Eksportrådet og på engelsk: Ministry of Foreign Affairs/The Trade Council. I daglig tale blot; Eksportrådet. Eksportrådet er repræsenteret med i alt ca. 350 medarbejdere fordelt på hovedkontoret på Asiatisk Plads i København og ude i verden på 80 repræsentationer (ambassader, generalkonsulater, innovationscentre og handelskontorer) i ca. 65 lande.
Langt hovedparten af medarbejderne er lokalt ansatte handelsrådgivere på repræsentationerne. Eksportrådets strategi for 2010-2015 fokuserer på værdiskabelse hele vejen (Creating Value All the Way), med et klart fokus på at skabe værdi, vækst, viden og arbejdspladser i Danmark – ved at assistere danske virksomheder i deres internationalisering samt tiltrække udenlandske videntunge investeringer og arbejdspladser til landet gennem organisationen "Invest in Denmark".
Danmarks Eksportråd har en bestyrelse sammensat af internationale erhvervsfolk fra små og store danske virksomheder. Formand for bestyrelsen er Sten Scheibye siden 2009.

## Ekstern henvisning
- Eksportrådets hjemmeside
- Eksportrådet på LinkedIn
- Eksportrådet på Facebook